# شبکه ام‌وی‌ام
شبکه ام‌وی‌ام (به انگلیسی: MVM TV) یک شبکه تلویزیونی است که از طریق تلویزیون کابلی پرتغال یا تلویزیون ماهواره‌ای متصل می شود.